# Partit Comunista de Sri Lanka
El Partit Comunista de Sri Lanka (en singalès: ශ්‍රී ලංකාවේ කොමියුනිස්ට් පක්ෂය) (en tàmil: இலங்கை கம்யூனிஸ்ட் கட்சி) és un partit polític comunista de Sri Lanka. En les darreres eleccions va formar part de la coalició Aliança Popular Unida per la Llibertat.

## Història
El partit es va fundar l'any 1943 amb el nom de Partit Comunista de Ceilan, sent la continuació del Partit dels Socialistes Units, sent proscrit per les autoritats colonials britàniques. Inicialment va ser liderat per S.A. Wickremesinghe. L'any 1952, Doreen Young Wickremasinghe, esposa de S.A., va ser elegida parlamentària. En 1963 va formar una coalició política amb el Partit Lanka Sama Samaja, anomenada Front d'Esquerra Unida, que es va dissoldre un any després. A mitjan la dècada de 1960, el Departament d'Estat dels Estats Units va estimar que el Partit tenia 1.900 membres aproximadament. Actualment el partit té dos representants al Parlament i forma part del la coalició que governa Sri Lanka.